# Salice Salentino rosso
Il Salice Salentino rosso è un vino DOC la cui produzione è consentita nelle province di Brindisi e Lecce.

## Caratteristiche organolettiche
- colore: rosso rubino più o meno intenso.
- odore: vinoso, etereo caratteristico, gradevole e intenso.
- sapore: pieno, asciutto, robusto ma vellutato, caldo, armonico.

## Produzione
Provincia, stagione, volume in ettolitri
- Brindisi  (1990/91)  2361,05
- Brindisi  (1991/92)  1798,19
- Brindisi  (1992/93)  2742,24
- Brindisi  (1994/95)  4884,63
- Brindisi  (1995/96)  4563,52
- Brindisi  (1996/97)  10747,38
- Lecce  (1993/94)  2758,73
- Lecce  (1994/95)  5391,74
- Lecce  (1995/96)  5944,68
- Lecce  (1996/97)  12575,03